# Mačvanska Mitrovica

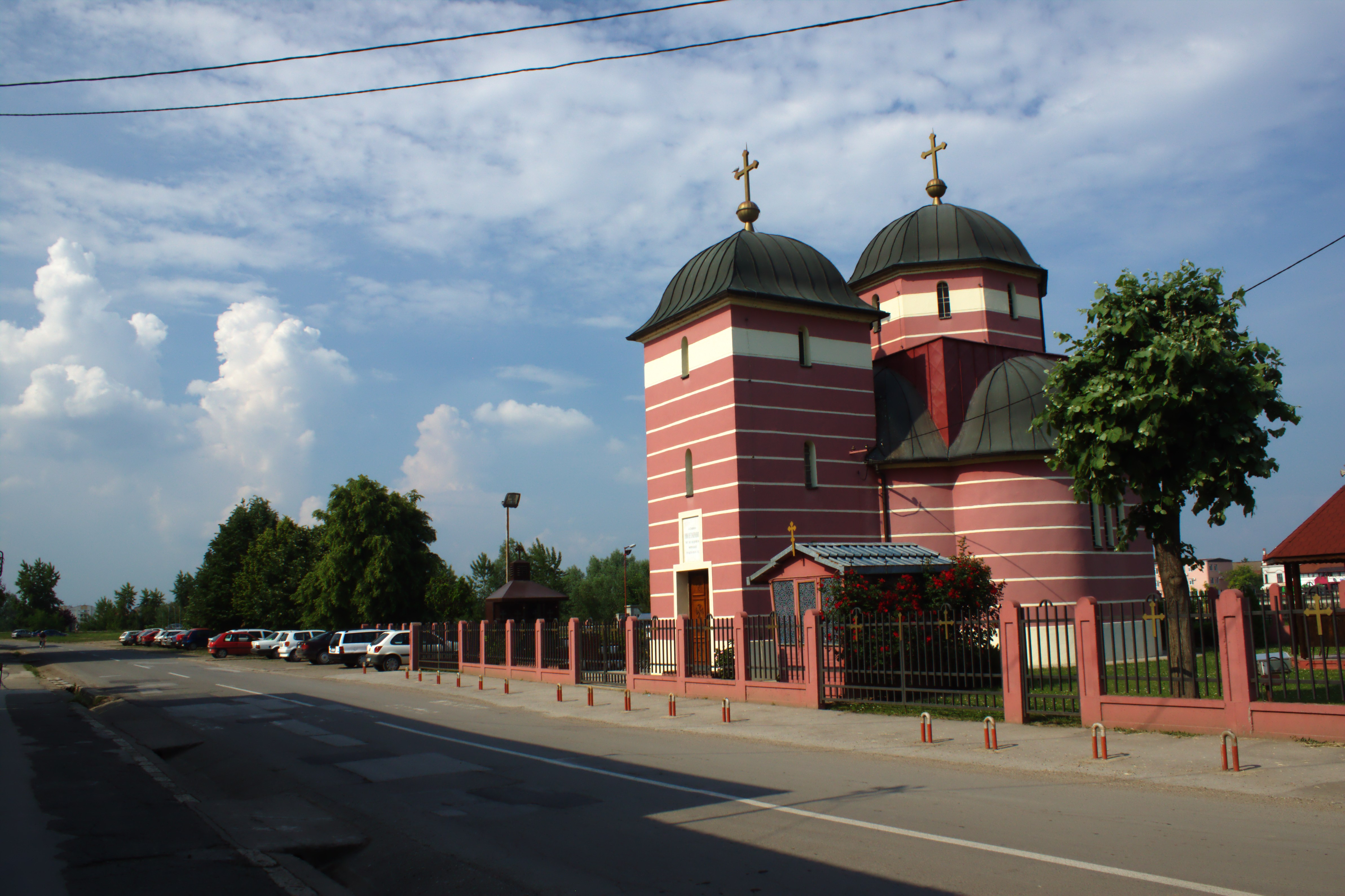
Pravoslavný kostel svatého Mikuláše v Mačvanské Mitrovici

Mačvanska Mitrovica (v srbské cyrilici Мачванска Митровица, do roku 1918 Podrinska Mitrovica, v srbské cyrilici Подринска Митровица) je město v jižní části srbské Vojvodiny (Srem), poblíž Sremské Mitrovice (naproti, přes řeku Sávu v regionu s názvem Mačva).
Mačvanska Mitrovica se řadí k malým sídlům; v roce 2011 měla 3 873 obyvatel. Administrativně je součástí okruhu Sremského okruhu. Je jedinou obcí, která je součástí Vojvodiny a která se nachází v historickém regionu Mačvy jižně od řeky Sávy.
Obyvatelstvo obce, která byla až do roku 1918 součástí Chorvatska (v rámci Rakousko-Uherska) je převážně srbské národnosti. V současné době má sídlo rozvinutý potravinářský průmysl a také dobré dopravní spojení (díky blízké Sremské Mitrovici), a to jak železniční, tak i silniční (dálnice Bělehrad-Záhřeb).